# Heba El-Sisy
Heba El-Sisy (هبة السيسي) (Mansura, 1983) è una modella egiziana, vincitrice del titolo Miss Egitto 2004.
Ha quindi rappresentato l'Egitto a Miss Universo 2004 e Miss Mondo 2004. El-Sisy ha inoltre vinto il titolo di Miss Supermodel of Egypt poco tempo prima di essere eletta Miss Egitto. Al momento dell'elezione la El-Sisy era una studentessa presso Mansoura University. 
Nel 2005, Heba El-Sisy ha preso il posto di Rania Kurdi alla conduzione della terza stagione di SuperStar, il talent show arabo basato sul format del celebre programma statunitense Pop Idol. Tuttavia le trasmissioni di SuperStar sono state interrotte prime della sua naturale conclusione per onorare il lutto nei confronti di Rafik Hariri, primo ministro del Libano e fondatore di Future TV che trasmetteva lo show.